# Palača Debbane
Palača Debbane, tudi Qasr Debbane, Dar Ali Agha al-Hammud in Dar Debbané, je velika palača v arabsko-osmanskem slogu v Sidonu v Libanonu. Palačo je kot zasebno rezidenco leta 1721 zgradil Ali Agha al-Hammud, sidonski veljak, ki je potomec dolge vrste graditeljev. Palača je bila zgrajena okoli osrednjega dvorišča brez kakršnih koli odprtin na ravni ulice, da bi zagotovila zasebnost svojih stanovalcev. Od prvotnih kril palače je ostal samo sprejemni prostor ali selamlik; ima notranjo fontano, dovršene večbarvne mozaike, okraske iz muqarnas in izklesane strope iz libanonske cedre. Palača je zamenjala roke in funkcije po izgubi Hammudovega političnega vpliva in bogastva. Zahodni del palače, vključno s selamlikom, je leta 1859 kupila Asin Khlat Debbane, žena bogatega svilarja in trgovca s svilo. Dar je bil od takrat znan kot Qasr Debbane ali palača Debbane; postala je zasebna rezidenca družine Debbane do zgodnjih let libanonske državljanske vojne leta 1976. Med vojno je bila palača poškodovana in izropana. Po koncu vojne je bila palača obnovljena in spremenjena v zasebni muzej.

## Zgodovina

### Zgodovinsko ozadje
Med vladavino sultana Mehmeda II. v 15. stoletju so Osmani uvedli davčni sistem iltizam (arabsko التزام) (oblika davčne kmetije, ki se je pojavila v 15. stoletju v Osmanskem cesarstvu), v katerem je bil mültezim odgovoren za pobiranje prihodkov od mukatae, parcele zemlje v lasti osmanske krone. Trajanje iltizma je trajalo od enega do dvanajst let. Leta 1695 je iltizam nadomestil sistem malikâne (oblika davčnega kmetijstva, uvedena v Osmanskem cesarstvu leta 1695), kjer so bile pogodbe o kmetovanju davkov podeljene za vse življenje, najemnik pa je lahko dal kmetijo dediču, če se je državna blagajna strinjala. Po obeh sistemih so bile pravice do pobiranja prihodkov podeljene najboljšemu ponudniku, ki je lahko obdržal dobiček po posredovanju Visoki porti (cesarski vladi).
Ajani, razred lokalnih veljakov ali dinastov, so se razvili v glavne lastnike teh pravic. Bili so učinkovitejši od guvernerjev v predhodnem timarskem sistemu pri posredovanju prihodkov Porti, njihova lokalna narava pa jim je omogočila več znanja o regionalni politiki in interes za njen uspeh.
Hamudovi ajani so se v 16. ali 17. stoletju ustalili v pristaniškem mestu Sidon in od začetka 18. stoletja postali njegovi pobiralci davkov. Imeli so koristi od fiskalne reforme iz leta 1695, ki jim je podelila dosmrtni malikâne, s čimer sta znatno povečala svojo politično moč in bogastvo. Pred "dobo ajanov" je bil urbani razvoj privilegij nelokalnih osmanskih uradnikov; Hammudi so bili glavni med drugimi sidonskimi veljaki za sponzoriranje obsežnih urbanističnih projektov, vključno z gradnjo poveljujočih zasebnih rezidenc, mošej, javnih hamamov (kopališč), hanov (karavansarajev) in šol, med drugimi stavbami. Mustafa Katkhuda, hamudovski uglednik iz prve polovice 17. stoletja, je bil prvi, ki je zapustil materialne arhitekturne dokaze o vpletenosti družine v urbani razvoj. Katkhuda je leta 1634–1645 naročil Sidonovo mošejo Kikhiya. V zgodnjem 18. stoletju je bil Mustafa Agha al-Hammud prvi Hammud, ki je bil identificiran v pisnih zapisih. Bil je ploden graditelj; med njegovimi naročili sta mestni Hammam al-Jadid (novo kopališče) in razširitev mošeje Bahri.
Družinsko gradbeno dejavnost je nadaljeval Mustafin sin Ali Agha al-Hammud, ki je okoli poznih 1710-ih postal davkar v Sidonu in je bil na tem položaju do leta 1735; Ali je bil tako kot Mustafa skrbnik vakufa (verske obdaritve). Za razkazovanje svojega bogastva je naročil dve najprestižnejši zasebni rezidenci v mestu; naročil je tudi javne dobrine, vključno s Khan al-Hummus in Hammam al-Ward (Rose Bathhouse).

### Zgodovina palače
Dar Ali Agha al-Hammud je leta 1721 zgradil Ali Agha al-Hammud v vzhodnem delu Sidonske medine. Stenski napis nad vrati v qa'a (sobo za goste) iz let 1730–1731 (1143 AH) trdi, da je bil Ali al-Hammud pokrovitelj hiše. V poznih 1730-ih je Ahmad al-Hammud podedoval javne funkcije svojega očeta Alija. Ahmad je poleg težavnih odnosov z osmanskim guvernerjem Sidona naletel na številne tožbe in finančne težave. Očitali so mu, da je vakufsko posest prodajal Francozom. Leta 1739 je bil imenovan za mutasallima (namestnika guvernerja) Sidona, vendar je sčasoma izgubil svoj politični vpliv in vir bogastva z vzponom na oblast lokalnega poglavarja iz Ake in davčnega kmeta Zahirja al-Umarja. Z Ahmadovo smrtjo se je dejavnost Hammudovega urbanega razvoja ustavila. Po izgubi vpliva Hammudov je bil družinski dvorec preoblikovan v sedež osmanskega vladnega urada. V mestnem arhivu iz leta 1871 je dvorec opisan kot saraj (sedež vlade), leta 1901 pa kot Dar al-Hukuma al-Qadima (sedež stare vlade), kar kaže, da je bil takrat uporabljen kot lokalna osmanska upravna stavba.
Leta 1856 je družina Sacy pridobila haremlik (haremske četrti) na vzhodnem koncu dvorca kot svojo zasebno palačo. Zahodni del graščine, vključno s selamlikom (osmansko sprejemno dvorano), je leta 1859 kupila Asin Khlat, žena Youssefa Debbanea, bogatega svilarja in trgovca s svilo. Dar je bil od takrat znan kot Qasr Debbane ali palača Debbane; postala je zasebna rezidenca družine Debbane od leta 1859 do zgodnjih let libanonske državljanske vojne leta 1976. Med vojno je bil Sidon obstreljen, takratna lastnica Mary Audi-Debbane pa se je preselila v Bejrut in pustila palačo brez nadzora. Palačo je skvotiralo na stotine palestinskih beguncev, ki so februarja 1978 pobegnili pred konfliktom v mestu Tir; miličniki, ki so tam skvotirali leta 1983, so palačo dodatno poškodovali in oplenili.
Libanonsko ministrstvo za kulturo je leta 1968 uvrstilo qasr med zgodovinske spomenike. Leta 1999 so se Georges, François, Jean Debbane in Marie Debbane-Naggear odpovedali svojim lastniškim pravicam kot dediči fundacije Debbané. Fundacija Debbané je melkitski verski vakuf, ki ga upravlja odbor, ki zastopa družino Debbane, generalnega direktorja antikvitet Libanona, župana mesta in grškokatoliškega škofa Saide. Palačo je leta 2000 obnovila fundacija Debbané po približni ceni 2,5 milijona dolarjev. Palača je bila odprta kot zasebni muzej med Unescovim seminarjem leta 2001 v Saïdi.

## Arhitektura
Palača je bila zgrajena v arabsko-osmanskem slogu z značilnimi arhitekturnimi značilnostmi hiše z osrednjim dvoriščem. Ta arhitekturni arhetip je zagotavljal zasebnost prebivalcev z odstranitvijo uličnih odprtin. V pritličju so trgovine, zapuščen hlev in vrt. Dvorišče je dvignjeno od nivoja ulice; dostopno je po ozkem stopnišču in vhodni verandi, ki se odpira na suk. Dvorišče ima v središču vodnjak in omogoča dostop do vseh kril palače iz 18. stoletja, vključno s selamlikom in zdaj izbrisanim zasebnim haremlikom. Ohranjeni selamlik vključuje sprejemne dvorane in v damaščanskem slogu okrašeno grand qa'a. Qa'a obsega dvignjen prostor za sedenje (tazar), kjer bi lastnikovi častni gostje sedeli na divanih. Pred tazarjem je 'ataba, sprejemni prostor, eno stopnjo nižji od tazarja, kjer so sprejemali stalne goste. Qa'a je okrašena z večbarvnimi mozaiki, okraski muqarnas in izklesanimi stropi iz libanonske cedre. Osrednje dvorišče vodi tudi do ivana, ki ga obkrožata dve sprejemni sobi in različni servisni prostori.

### Spremembe
Od prvotnega načrta palače iz 18. stoletja so ostali le selamlik, ivan in servisna območja, haremlik'pa je bil uničen v 19. stoletju. Da bi sprejeli svojo naraščajočo družino, so Debbane palači dodali dve ravni v levantinskem neoklasicističnem slogu med prenovami med letoma 1917 in 1920. Odprto dvorišče je bilo navpično razširjeno z dodatkom galerije, pokrite s štiristrano streho iz rdečih ploščic. Nova galerija je zasnovana v damaščanskem slogu z motivi ablaq ((arabsko: أبلق; raznobarven; dobesedno 'pigast') je arhitekturna tehnika, ki vključuje izmenjujoče ali nihajoče vrste svetlega in temnega kamna) na vseh njenih straneh. Na terasi drugega nadstropja je bila pozneje dodana tiyyara, stolpu podobna struktura.

## Zbirke in razstavni prostori
Veličastne sobe in oprema v pritličju palače Debbane dajejo vpogled v tradicionalno osmansko hišo. Poleg pohištva in okrasja iz osmanske dobe hranijo dvorane selamlik zbirko glasbenih instrumentov iz osmanske dobe iz Sirije, okrašenih z lesom in slonovino, vključno z oudi in buzuki. Muzej se ponaša tudi s šestimi razstavnimi prostori; ti zasedajo spalnice, zgrajene v začetku 20. stoletja. V eni od sob bo načrtovan virtualni muzej nekropole sidonskih kraljev; ta razstava bo vključevala fotografije visoke ločljivosti zbirke kraljevih sidonskih sarkofagov. 16 sarkofagov je bilo odkritih leta 1887 v sadovnjaku severovzhodno od mesta blizu vasi Helalieh; Osmani so jih po njihovem izkopavanju preselili v Carigrajski arheološki muzej. Razstavni prostor vključuje knjižnico pravnika in profesorja prava Françoisa Debbana; hrani več kot 2500 del, vključno s 50 redkimi knjigami. Tretja soba prikazuje zgodovino družine Debbane in genealoško družinsko drevo. Tayyara hrani zbirko starih filmov in fotografij mesta Saida.